# Victoria Slivko
Viktoria Aleksandrovna Slivko (russe : Виктория Александровна Сливко), née le 5 mai 1994 à Muromtsevo, est une biathlète russe.

## Carrière
Victoria Slivko fait ses débuts internationaux en 2013, aux Championnats du monde jeunesse, où elle remporte son premier titre sur le relais.
Elle remporte aux Championnats d'Europe 2015 la médaille d'or sur l'individuel junior et le relais junior. Aux Championnats d'Europe 2016, elle est sacrée championne d'Europe de relais simple mixte avec Anton Babikov.
Elle est médaillée de bronze de l'individuel aux Championnats d'Europe 2018.
Ses débuts individuels en Coupe du monde ont lieu en 2017 à Kontiolahti, où elle marque ses premiers points avec une 38e place sur la poursuite. Elle effectue une saison complète en Coupe du monde l'hiver suivant, mais est reléguée au circuit de l'IBU Cup en 2018-2019. Elle s'y distingue en remportant le classement général de l'IBU Cup, ce qui lui permet de disputer l'étape finale de la Coupe du monde à Oslo, où elle se classe 24e du sprint, égalant ainsi sa meilleure performance à ce niveau.

## Palmarès

### Coupe du monde
- Meilleur classement général : 71e en 2018.
- Meilleur résultat individuel : 24e.

#### Classements en Coupe du monde
| Saison    | Classement général final | Individuel | Sprint | Poursuite | Mass start |
| 2016-2017 | 75e                      |            | 74e    | 65e       |            |
| 2017-2018 | 71e                      | 43e        | 76e    | 73e       |            |
| 2018-2019 | 84e                      |            | 73e    | 81e       |            |
| 2019-2020 | nc                       | nc         | nc     |           |            |

### Championnats d'Europe
- Médaille d'or du relais simple mixte en 2016 à Tioumen.
- Médaille d'argent du relais mixte en 2018 à Racines et 2020 à Minsk.
- Médaille de bronze de l'individuel en 2018.

### Championnats du monde junior
- Médaille d'or du relais en 2013 (jeunes).
- Médaille d'argent du relais en 2014 et 2015 (junior).

### Championnats d'Europe junior
- Médaille d'or de l'individuel et du relais en 2015.

### IBU Cup
- Gagnante du classement général en 2019.
- 14 podiums individuels, dont 4 victoires.

Palmarès à l'issue de la saison 2019-2020